# 崔賢級駆逐艦
崔賢級駆逐艦（チェ・ヒョンきゅうくちくかん、朝鮮語: 최현급 구축함）は、朝鮮民主主義人民共和国（北朝鮮）の朝鮮人民軍海軍が建造しているミサイル駆逐艦である。ネームシップの艦名は、抗日独立運動の英雄とされる崔賢にちなむ。

## 概要
2024年末に造船所で建造中の艦を金正恩が視察したとされる画像が公開された。写真からはフェーズドアレイレーダーやVLSを装備すると思しき開口部が見られる。衛星画像から1隻が南浦造船所で建造されているとされる。専門家からは、本艦はミサイルフリゲート(FFG)ではないかという声が上がっている。
米戦略国際問題研究所の分析によると、「FFGは全長およそ140メートルで、北朝鮮で建造される軍艦の中で最大」であるという。また、ロシアによる技術供与も疑われている。
また、大韓民国軍（韓国軍）では、北朝鮮がVLSを装備した4,000トンのフリゲート級軍艦の建造を開始したようだと評価している。南浦で建造中の艦は、120メートル級の浮きドックに係留されており、艤装作業が進行中だと報じられた。

### 一番艦「崔賢」
1番艦の「崔賢」(チェ・ヒョン)は、朝鮮人民軍の前身である朝鮮人民革命軍の創建93年に当たる2025年4月25日に南浦の造船所で進水式が行われた。金正恩党総書記によると駆逐艦は「超音速戦略巡航ミサイル」や「戦術弾道ミサイル」などを搭載しているとされる。進水直後の28、29日には海上で「超音速巡航ミサイル」、ピョルチ艦対空ミサイル、ファサル戦略巡航ミサイル、主砲などの兵器システムの試験が行われた。しかし38ノースは艦の移動がタグボートによって行われていたと指摘、推進システムが機能していないことを示している可能性があるとした。

### 二番艦「姜健」
2番艦「姜健」（カン・ゴン）は、2025年5月21日に清津造船所で進水式が行われた。艦名は朝鮮人民軍初代総参謀長である姜健に因む。しかし衛星画像によると、船体の一部が岸壁に引っ掛かった状態で海側に横転した。船体には進水の失敗を隠すためか青色のシートがかけられた。艦内が浸水したほか、艦首のソナーなどが破損した可能性が指摘されている。当初、船底に穴が開いたと報じられたが、その後の調査で損傷は艦尾の通路の一部の浸水程度であることが判明したとされる。修復には10日程度が必要だとみられるが、電子機器などが浸水し復旧は困難という意見もあり、アメリカの戦略国際問題研究所（CSIS）は廃艦となる可能性も指摘している。金正恩はこの事故に関し、到底許されない深刻な重大事故であり犯罪的行為だと叱責し、事故の調査を指示。朝鮮労働党の中央軍事委員会は厳正な処分を指示。司法機関は責任者を拘束する手続きに着手した。5月25日、朝鮮中央通信は清津造船所の技師長ら3人が拘束されたと伝えた。さらに26日には、朝鮮労働党中央委員会軍需工業部のリ・ヒョンソン副部長が拘束されたと伝えた。6月下旬に開催される朝鮮労働党中央委員会総会までの修復が命じられ、6月5日、北朝鮮はバランスを復元して進水作業に成功し接岸したと発表。6月8日には羅先特別市の乾ドックに入渠しているのが衛星画像で確認され、6月13日、朝鮮中央通信は、前日に金正恩と娘の金主愛が出席して羅津で進水式が行われたと報じた。
後続艦として、金正恩は2番艦の進水式で駆逐艦クラスの艦艇2隻を建造する計画を承認したと発表した。

### 三番艦
朝鮮中央通信は2025年7月22日、3隻目となる同型の駆逐艦を、南浦造船所で建造を開始したと報じた。

## 同型艦
| 艦番号 | 艦名 | 進水                                           | 就役         | 配備先 |
| ------ | ---- | ---------------------------------------------- | ------------ | ------ |
| 51     | 崔賢 | 2025年4月25日                                  | 艤装・試験中 |        |
| 52     | 姜健 | 2025年5月21日 （1回目） 2025年6月12日 （成功） | 艤装・試験中 |        |